# Gastein Ladies
Gastein Ladies – kobiecy turniej tenisowy kategorii WTA International Series zaliczany do cyklu WTA Tour. Rozgrywany na kortach ziemnych w austriackim Bad Gastein od 2007 do 2015 roku.

## Mecze finałowe

### gra pojedyncza
| Rok  | Mistrzyni                   | Finalistka               | Wynik            |
| 2015 | Samantha Stosur             | Karin Knapp              | 3:6, 7:6(3), 6:2 |
| 2014 | Andrea Petković             | Shelby Rogers            | 6:3, 6:3         |
| 2013 | Yvonne Meusburger           | Andrea Hlaváčková        | 7:5, 6:2         |
| 2012 | Alizé Cornet                | Yanina Wickmayer         | 7:5, 7:6(1)      |
| 2011 | María José Martínez Sánchez | Patricia Mayr-Achleitner | 6:0, 7:5         |
| 2010 | Julia Görges                | Timea Bacsinszky         | 6:1, 6:4         |
| 2009 | Andrea Petković             | Raluca Olaru             | 6:2, 6:3         |
| 2008 | Pauline Parmentier          | Lucie Hradecká           | 6:4, 6:4         |
| 2007 | Francesca Schiavone         | Yvonne Meusburger        | 6:1, 6:4         |

### gra podwójna
| Rok  | Mistrzynie                             | Finalistki                             | Wynik             |
| 2015 | Danka Kovinić Stephanie Vogt           | Lara Arruabarrena Lucie Hradecká       | 4:6, 6:4, 10–3    |
| 2014 | Karolína Plíšková Kristýna Plíšková    | Andreja Klepač María-Teresa Torró-Flor | 4:6, 6:3, 10–6    |
| 2013 | Sandra Klemenschits Andreja Klepač     | Kristina Barrois Eleni Daniilidu       | 6:1, 6:4          |
| 2012 | Jill Craybas Julia Görges              | Anna-Lena Grönefeld Petra Martić       | 6:7(4), 6:4, 11–9 |
| 2011 | Eva Birnerová Lucie Hradecká           | Jarmila Gajdošová Julia Görges         | 4:6, 6:2, 12–10   |
| 2010 | Lucie Hradecká Anabel Medina Garrigues | Timea Bacsinszky Tathiana Garbin       | 6:7(2), 6:1, 10–5 |
| 2009 | Andrea Hlaváčková Lucie Hradecká       | Tatjana Malek Andrea Petković          | 6:2, 6:4          |
| 2008 | Andrea Hlaváčková Lucie Hradecká       | Sesił Karatanczewa Nataša Zorić        | 6:3, 6:3          |
| 2007 | Lucie Hradecká Renata Voráčová         | Ágnes Szávay Vladimíra Uhlířová        | 6:3, 7:5          |